# Sjöaltesjön
Sjöaltesjön är en sjö i Laholms kommun i Halland och ingår i Stensåns huvudavrinningsområde. Sjön är 3,3 meter djup, har en yta på 0,641 kvadratkilometer och befinner sig 68 meter över havet. Sjön avvattnas av vattendraget Stensån. Vid provfiske har bland annat abborre, braxen, gers och gädda fångats i sjön.

## Delavrinningsområde
Sjöaltesjön ingår i det delavrinningsområde (625051-134060) som SMHI kallar för Utloppet av Sjöaltesjön. Medelhöjden är 74 meter över havet och ytan är 2,45 kvadratkilometer. Räknas de 20 avrinningsområdena uppströms in blir den ackumulerade arean 59,01 kvadratkilometer. Avrinningsområdets utflöde Stensån mynnar i havet. Avrinningsområdet består mestadels av skog (47 %), öppen mark (26 %) och jordbruk (19 %). Avrinningsområdet har 0,65 kvadratkilometer vattenytor vilket ger det en sjöprocent på 7,5 %.

## Fisk
Vid provfiske har följande fisk fångats i sjön:
- Abborre
- Braxen
- Gärs
- Gädda
- Mört
- Sarv
- Sutare